# Juan García Estrada
Juan García Estrada (San Jacinto, Bolívar, 25 de enero de 1964) es un político colombiano, designado en 2006 como alcalde de Barranquilla mediante Decreto presidencial 4521 del 21 de diciembre de 2006 tras la suspensión de Guillermo Hoenigsberg.

## Trayectoria
Es administrador de empresas graduado de la UNAD, especializado en Gerencia Pública y Magíster en Administración de Empresas egresado de la Universidad del Norte, candidato a doctor por la misma universidad. 
Se ha destacado como maestro de escuela en el Barrio 7 de Abril, Edil, Concejal de Barranquilla, Secretario Social y de Gobierno del Distrito de Barranquilla. En 2007 fue alcalde encargado de Barranquilla tras la destitución de Guillerml Hoenisberg. Fue candidato a la alcaldía de Barranquilla por el movimiento independiente Firme por Barranquilla en el 2011 que se inscribió con más de 150.000 firmas, pero fue vencido unilateralmente por Elsa Noguera.
En 2015 fue candidato a la Gobernación del Atlántico mediante recolección de firmas por el grupo independiente Firme Con Juan a la Gobernación (enlace roto disponible en Internet Archive; véase el historial, la primera versión y la última). quedando en tercer lugar, después de Alfredo Varela. Fue candidato a la cámara de representantes por el movimiento Misca, pero no logró obtener la curul por las negritudes en las elecciones parlamentarias de 2018. En 2023 fue nombrado presidente de la empresa de correos 4-72.